# Stefan Allgäuer
Stefan Allgäuer (* 28. Jänner 1871 in Altenstadt-Gisingen (heute Feldkirch-Gisingen); † 29. September 1934 ebenda) war ein österreichischer Politiker (CSP) und Lehrer. Er war von 1912 bis 1914 sowie von 1918 bis 1932 Abgeordneter zum Vorarlberger Landtag.

## Ausbildung und Beruf
Allgäuer besuchte von 1877 bis 1885 die zweiklassige Volksschule Gisingen und war danach von 1885 bis 1894 in der Landwirtschaft tätig. Er absolvierte von 1894 bis 1898 die Staatsgewerbeschule in Feldkirch, legte 1898 die Matura ab und erlangte am 22. Oktober 1900 Lehrbefähigung für Volksschulen. Er war in der Folge beruflich von 1898 bis 1901 als Lehrer in Nofels-Bangs beschäftigt und arbeitete ab 1901 als Lehrer in Gisingen. Er bildete sich von 1908 bis 1909 durch zwei Kurse zum gewerblichen Zeichenlehrfach in Innsbruck weiter und wechselte 1909 als Lehrer nach Altenstadt, wo er bis 1934 beschäftigt war. Zudem war er von 1907 bis 1909/1910 Leiter der Gewerblichen Fortbildungsschule.

## Politik und Funktionen
Allgäuer war Mitglied der Christlichsozialen Partei und als Parteifunktionär auf Gemeindeebene aktiv. Er gehörte der Gemeindevertretung von Altenstadt an und war nach der Eingemeindung nach Feldkirch von 1925 bis 1934 Stadtrat und Finanzreferent in Feldkirch. Zudem wirkte er als Ortsvorsteher von Gisingen. Allgäuer wurde am 30. September 1912 Franz Schreiber als Landtagsabgeordneter bzw. Vertreter der Landgemeinden für den Wahlbezirk Feldkirch–Dornbirn angelobt und gehörte dem Landtag in der Folge ununterbrochen bis 1932 an, wobei der Landtag jedoch nach Ausbruch des Ersten Weltkriegs zwischen 1914 und 1918 nicht mehr einberufen wurde. Er wurde am 3. November 1918 als Mitglied der provisorischen Vorarlberger Landesversammlung angelobt und war ab 1919 Abgeordneter des Wahlbezirkes Feldkirch des regulären Landtags. Allgäuer schied am 21. November 1932 aus dem Landtag aus. Neben seiner Tätigkeit als Landtagsabgeordneter hatte er zwischen dem 17. Juni 1919 und dem 5. November 1923 auch die Funktion eines Landesregierungs-Ersatzmitglieds für Engelbert Lugerinne.
Allgäuer war Ehrenmitglied der Jünglingskongregation Gisingen sowie Ehrenmitglied des Katholischen Lehrer- und Lehrerinnenverein für Vorarlberg, der Feuerwehr Gisingen, des Kirchenchors sowie des Musikvereins Gisingen und der Turnerschaft Gisingen. Zudem war er Obmann des Vinzenzvereins.

## Privates
Stefan Allgäuer war der Sohn des Landwirts Johann Stefan Gebhard Allgäuer (1811–1884) und dessen Gattin Sybille, geborene Büchel. Sein Vater war wie er in Gisingen geboren worden, seine Mutter in Ruggell (Liechtenstein). Stefan Allgäuer heiratete am 12. November 1900 in Innsbruck die ebenfalls aus Gisingen stammende Veronika Längle (1880–1912) und wurde 1902 Vater einer Tochter. Nach dem frühen Tod heiratete er am 19. Mai 1913 in Rankweil die gebürtige Rankweilerin Maria Katharina Zündt (1886–1967) und wurde in der Folge zwischen 1914 und 1924 Vater von vier Söhnen und vier Töchtern. Der Bruder von Stefan Allgäuer, Johann Friedrich Allgäuer (* 1871) war Sektionschef im Bundesministerium für Justiz.